# وايلد ويلي باريت
وايلد ويلي باريت (بالإنجليزية: Wild Willy Barrett) هو عازف كمان ‏ بريطاني، ولد في 30 مايو 1950.

## وصلات خارجية
- الموقع الرسمي
- وايلد ويلي باريت على موقع ميوزك برينز (الإنجليزية)
- وايلد ويلي باريت على موقع ديسكوغز (الإنجليزية)